# Fatima Akilu
Fatima Akilu là nhà tâm lý học, nhà diễn giả trong lĩnh vực Phòng chống Bạo lực cực đoan và Khủng bố. Bà đang điều hành Neem Foundation và từng là giám đốc ban Phân tích hành vi và Thông tin chiến lược, trực thuộc Văn phòng Cố vấn An ninh Quốc gia Nigeria. Bà là thành viên của Mạng lưới Chiến lược Toàn cầu cùng với chuyên gia công nghiệp Richard Barrett và các cá nhân khác.
Fatima viết sách cho trẻ em, và là đồng sáng lập của Women's Alliance for Security Leadership (WASL).

## Học vấn
Akilu học trung học ở trường Beechwood Sacred Heart School, Tunbridge Wells. Bà có bằng tiến sĩ Tâm lý học từ đại học Reading, Berkshire, Vương quốc Anh; bằng thạc sĩ Tâm lý học, đại học Reading; bằng cử nhân Văn chương và Tâm lý học, Đại học St. Mary.

## Sự nghiệp
Tiến sĩ Fatima Akilu là chuyên gia tâm lý với hơn 20 năm kinh nghiệm trong việc điều trị phạm nhân mắc bệnh rối loạn tâm lý và rối loạn phát triển. Khi còn làm công tác thanh niên ở Luân Đôn, Fatima tư vấn cho thanh thiếu niên vô gia cư. Khi làm việc tại bệnh viện tâm thần ở Washington, bà từng điều trị cho John Hinckley Jr, người âm mưu ám sát Ronald Reagan.
Từ 2012-2015, tiến sĩ Akilu là giám đốc ban Phân tích hành vi và Thông tin chiến lược, trực thuộc Văn phòng Cố vấn An ninh Quốc gia Nigeria. Bà lãnh đạo các chiến dịch phòng chống Bạo lực cực đoan. Các chiến dịch này là một phần trong nỗ lực dài hạn của chính phủ chống lại tổ chức khủng bố Boko Haram. Boko Haram chịu trách nhiệm cho cái chết của hơn 20,000 người ở Nigeria. Chiến dịch của bà hướng tới đối tượng là các cựu thành viên trẻ của Boko Haram thông qua chương trình xã hội, cung cấp cho họ những cơ hội giáo dục và nghề nghiệp thay vì bạo lực cực đoan.
Tiến sĩ Fatima Akilu hiện đang điều hành Neem Foundation, một Tổ chức phi chính phủ được thành lập để đối phó trực tiếp với vấn nạn mất an ninh ở Nigeria.

## Sáng tác
Tiến sĩ Akilu là tác giả của 17 tác phẩm dành cho thiếu nhi. Trong khuôn khổ chương trình Mục tiêu Phát triển Thiên niên kỷ, bà viết 8 quyển sách để dạy trẻ em về Đa văn hóa và các chủ đề phát triển toàn cầu khác. Aliku  đang thực hiện chiến dịch "Trẻ em Nigeria đọc 100 cuốn sách mỗi năm."

## Giải thưởng
- Zahra và Coco Alphabet, Giải vàng Moonbeam sách thiếu nhi năm 2012.[11]
- 'Preye và Biển Rác Nhựa', đồng Giải nhất Văn học thiếu nhi ANA/Atiku Abubakar.